# Яновский, Леонид Фёдорович
Яновский Леонид Фёдорович (13 апреля 1946, Киев — 28 апреля 1996, Киев) — советский и украинский киноактёр. Артист Криворожского русского музыкально-драматического театра. Заслуженный артист УССР (1983).

## Биография
Родился 13 апреля 1946 года в Киеве.
В 1974 году окончил Киевский институт театрального искусства имени И. К. Карпенко-Карого. После окончания университета стал актёром Криворожского русского музыкально-драматического театра.
С 1976 года снимался в кинофильмах Киностудии имени А. Довженко.
Умер 28 апреля 1996 года в Киеве.

## Творчество

### Фильмография
- 1976 — Праздник печёной картошки — Георгий Колосов
- 1977 — Воспоминание...
- 1977 — За пять секунд до катастрофы
- 1977 — Приглашение к танцу
- 1977 — Талант — конструктор
- 1977 — Тачанка с юга
- 1977 — Хлеб детства моего — Шорохов
- 1978 — Маршал революции — Сиротинский
- 1978 — Мятежный «Орионъ» — Новиков
- 1978 — Подпольный обком действует — Пётр Смирнов
- 1979 — Белая тень — Головко
- 1979 — Выгодный контракт — Игнат Кудинов, мастер АТС
- 1979 — Поезд чрезвычайного назначения
- 1979 — Расколотое небо — красноармеец
- 1979 — Тяжёлая вода — Ковалёв, старший лейтенант, начальник РТС подлодки
- 1980 — Вторжение — комендант
- 1980 — Второе рождение — Иван Дронов, шофёр
- 1980 — Жду и надеюсь — Виктор Михайлович, врач партизанского отряда
- 1980 — «Мерседес» уходит от погони — подполковник
- 1981 — От Буга до Вислы — Юров, майор
- 1980 — Шальная пуля
- 1981 — Капель — Фёдор, бывший муж Марии, отец Витьки
- 1981 — Под свист пуль — Опанас
- 1982 — Высокий перевал
- 1982 — Женские радости и печали — лейтенант
- 1982 — Найди свой дом — Лева
- 1982 — Тайны святого Юра —  капитан, Дмитрий Петрович Енакиев
- 1983 — Бастион — Дальцев, ротмистр
- 1983 — Дважды рождённый
- 1983 — Экипаж машины боевой — Ивушкин, капитан, комбат
- 1983 — Карастояновы
- 1983 — Обвинение — Гаркавый
- 1983 — Последний довод королей — Джонни Бродерик, полковник
- 1983 — Счастье Никифора Бубнова — Пастушенко, парторг
- 1983 — Три гильзы от английского карабина — Соколов
- 1984 — Благие намерения — Степан Иванович
- 1984 — В лесах под Ковелем — Денисов
- 1984 — Володькина жизнь — лейтенант Бурунок
- 1984 — Действуй по обстановке! — сумасшедший немец
- 1984 — Канкан в английском парке — Фостяк
- 1984 — Лучшие годы — Стращенков, работник судостроительного завода
- 1984 — У призраков в плену — Лёня
- 1985 — Кармелюк — Петренко, плац-майор
- 1985 — Контрудар — военврач
- 1985 — Мы обвиняем — Анатолий Черемсин, свидетель, житель села
- 1985 — На крутизне — Василий Голый
- 1985 — Рассказ барабанщика — музыкант из оркестра, волторнист
- 1986 — Знак беды — полицай
- 1986 — И никто на свете... — майор
- 1986 — Капитан «Пилигрима»
- 1986 — К расследованию приступить — эксперт
- 1986 — Мама, родная, любимая... — друг Тани
- 1986 — Мост через жизнь — преподаватель института, оппонент Патона
- 1986 — На острие меча — чекист
- 1986 — Точка возврата — Юрий Викторович Пашков, лётчик
- 1987 — В Крыму не всегда лето — красноармеец
- 1987 — Возвращение — Николай
- 1987 — Восемнадцатилетние — майор контрразведки, немец
- 1987 — Девятое мая
- 1987 — Исполнить всякую правду — Иван Дмитриевич, журналист
- 1987 — Случай из газетной практики — Проталин
- 1988 — Автопортрет неизвестного — Лебедев
- 1988 — Дама с попугаем — лейтенант милиции
- 1988 — Зона
- 1988 — Мария — Петро
- 1988 — Наследница Ники — Думитру
- 1989 — В далёкий путь — Андрей Михайлович, священник
- 1989 — Назар Стодоля — один из сватов
- 1989 — Хочу сделать признание
- 1990 — Посылка для Маргарет Тэтчер — Семён
- 1990 — Распад — Василенко, депутат горсовета
- 1990 — Украинская вендетта — Матвей
- 1990 — Фуфель — Григорий Ященко
- 1991 — Верный Руслан (История караульной собаки) — Потёртый
- 1991 — Голод-33
- 1991 — Держись, казак! — турок
- 1991 — Наваждение
- 1991 — Телохранитель
- 1992 — Сорочка со стёжкой
- 1993 — Гетманские клейноды
- 1993 — Секретный эшелон
- 1995 — Казнённые рассветы
- 1995 — Осторожно! Красная ртуть! — Трохимчук, сержант милиции
- 1995 — Партитура на могильном камне — Кугин, пациент психбольницы
- 1997 — Роксолана. Настуня — старый покупатель

### Озвучивание
- 1987 — В Крыму не всегда лето — солдат
- 1987 — Всё побеждает любовь — старший лейтенант
- 1991 — Попугай для сыщика — Бойн, роль Владимира Басова-младшего

## Награды
- Заслуженный артист УССР (1983).